# Кондріца
Кондріца (рум. Condrița) — село в складі муніципію Кишинів у Молдові. Входить до складу сектора Буюкань. Утворює окрему комуну.

## Визначні місця
- Поблизу села буде розташоване елітне поселення Villagio;
- Поблизу села є чоловічий монастир та ряд дитячих літніх таборів;
- В селі працює Музей меду.
- На південь від села розташований природний заповідник «Кондріца».